# Geocapromys ingrahami
Geocapromys ingrahami là một loài động vật có vú trong họ Capromyidae, bộ Gặm nhấm. Loài này được J. A. Allen mô tả năm 1891.